# Plaza de la Libertad (Alepo)
La plaza de la Libertad (en árabe: ساحة الحرية) es una plaza importante en el distrito Aziziyah, en el centro de Alepo, Siria.
Atravesada por la calle Yusuf al-Azma desde el sur hacia el norte, la plaza es considerada el comienzo de la calle Qestaki al-Homsi, de quien es el busto ubicado en el centro de la plaza, y el final de la calle Faris al-Khoury desde el este, donde se encuentra la iglesia de San Miguel Arcángel de los católicos melquitas griegos. La entrada principal del Parque Público de Alepo se localiza en el lado occidental de la plaza en la calle "Majd Al-Din Al-Jabiri". Es el punto de partida de muchas otras ramificacines de calles estrechas.